# Parafia św. Alberta Chmielowskiego w Świebodzicach
Parafia św. br. Alberta Chmielowskiego w Świebodzicach – parafia rzymskokatolicka w Świebodzicach, znajduje się w dekanacie świebodzickim w diecezji świdnickiej. Była erygowana 21 kwietnia 1995 roku. Jej pierwszym proboszczem był zmarły 16 stycznia 2012 roku ks. kan. grem. Kapituły kolegiackiej w Wałbrzychu – Zenon Kowalski. Obecnie proboszczem jest ks. mgr lic. kan.  Daniel Szymanik – ustanowiony 25.01.2012 z misją doprowadzenia budowy kościoła do konsekracji.